# Річард Сайкен
Річард Сайкен (нар. 15 лютого 1967) — американський поет, кінорежисер і художник. Його перша збірка віршів «Crush», опублікована в Yale University Press у 2005 році, перемогла в конкурсі Yale Series of Younger Poets у 2004 році. У 2015 році була видана його друга збірка у Copper Canyon Press.

## Біографія
Сайкен народився в Нью-Йорку. В Університеті Аризони він отримав ступінь бакалавра психології, а згодом ступінь магістра мистецтв з поезії.
Значний вплив на написання його збірки «Crush» мала смерть його партнера в 1990.
Наразі Річард Сайкен проживає у місті Тусоні штату Аризона. 19 березня 2019 року письменник опублікував допис у своєму Facebook, де повідомив, що нещодавно переніс інсульт. Свій перший постінсультний вірш «Real Estate» письменник розмістив на poets.org 4 грудня 2020 року.

## Кар'єра
Річард Сайкен у 2001 році став співзасновником видавництва «Spork Press», в якому він досі працює редактором.
Він виграв літературну стипендію в розділі поезії від Національного фонду мистецтв, а його книга «Crush» отримала у 2005 році отримала літературні премію Лямбда за «Гомосексуальну поезію» та премію Тома Ганна від Видавничого трикутника.
Книга Сайкена «War of the Foxes» двічі стала одержувачем фінансування за програмами Lannan Residency Program і Lannan Literary Selection.
Поет оголосив вихід нової збірки «I Do Know Some Things» 9 липня 2023 року і додав, що публікація планується на 29 квітня 2025 року. У Твіттері Сайкен описав нову книгу як «77 прозових віршів про те, що я пам’ятаю з життя. Це автобіографія. Моє закулісся.»

## Нагороди
Книга «Crush» у 2004 році отримала премію Єльської серії молодих поетів, обрана Луїзою Ґлік. Також збірка поем пройшла до фіналу Літературної премії «Лямбда», премії Тома Ганна і премії National Book Critics Circle Award.
Сайкен також є лавреатом премії Pushcart Prize, одержувачем двох грантів від Аризонської комісії з мистецтв та стипендії від Національного фонду мистецтв.
Повний перелік нагород:
- Yale Series of Younger Poets, 2004, за «Crush» [2]
- Премія National Book Critics Circle Award, 2005, фіналіст [9]
- Літературна премія «Лямбда», 2006 [10]
- Премія Тома Ганна, 2006 [11]
- Програма резиденції Lannan, осінь 2007 [12]
- Програма резиденції Lannan, весна 2014 [13]
- Премія Pushcart
- Два гранти Аризонської комісії мистецтв
- Стипендія Національного фонду мистецтв

## Збірки
- Crush (Yale University Press, 2005) ISBN 9780300107210, OCLC 637026953
- War of the Foxes (Copper Canyon Press, 2015) ISBN 9781556594779, OCLC 990282587

## Зовнішні посилання
- Офіційний сайт Річарда Сайкена
- Профіль Річарда Сайкена з журналу Poetry